# 力格勒
力格勒是德国一家位于奥古斯堡的啤酒酿造公司。

## 历史
力格勒， 坐落在德国巴伐利亚奥古斯堡，它是是继特里尔后德国第二古老的城市。
力格勒家族的啤酒酿造历史始于1386 年，创始之处命名为黄金骏马（Zum golden Ross）啤酒酿造厂，距今已有627年的历史，是奥古斯堡最古老最大的啤酒酿造工厂。力格勒的品牌哲学认为酿造啤酒是一种生活的乐趣，在享受生活乐趣的同时打造卓越的啤酒品质。力格勒的酿造总厂就直接坐落在奥古斯堡市市中心主火车站旁，另外在8号联邦高速公路和2号国道旁的盖斯特霍芬是力格勒的物流中心。
1911 年，康默齐拉·力格勒（Commerzienrat Riegele）在啤酒厂原有的管理基础上深化改革发展酿制了康默齐拉私酿啤酒以及现代化的管理经营模式，同年，由建筑师Hans Schnell设计的新巴洛克式风格的力格勒酒（Riegelehaus）在奥古斯堡国王广场建成，并被列入国家重点建筑历史遗产。
力格勒啤酒厂的董事长塞巴斯滕·匹勒博士（Sebastian Priller）的父亲约瑟夫·匹勒曾是德国二战时期空军战斗机飞行员，是第26战斗机联队在位最久的联队队长，曾在1307次任务中击落101架敌机，战后继承了其岳父的力格勒啤酒厂。2009年力格勒收购了位于多瑙沃特的啤酒厂Lauterbacher
。2013年6月力格勒的酿酒师弗兰克·穆勒（Frank Mueller）携力格勒再次荣获德国联邦食品、农业及消费者保护部颁发的、经德国农业协会（DLG）认证的德国“联邦荣誉奖”。这是力格勒第6次获此殊荣，成为全德国仅有的两家6星级啤酒酿造厂之一，另一家是同位于拜仁州的Maxelrain酒厂。